# کوریدوراس پاندا
کوریدوراس پاندا (Hoplisoma panda)، که به عنوان کت‌فیش پاندا نیز شناخته می شد،  گونه ای از گربه ماهی‌سانان متعلق به جنس کوریدوراس، از خانواده گربه‌ماهیان زره‌دار و بومی رودخانه های آمریکای جنوبی در کشورهای پرو و اکوادور به ویژه منطقه اوئانوکو و حوزه  رودخانه اوکایالی میباشد. این گونه برای اولین بار توسط رندولف اچ. ریچاردز (Randolph H. Richards) در سال ۱۹۶۸ جمع آوری شد و در سال ۱۹۷۱ به عنوان کوریدوراس پاندا نامگذاری شد. نام خاص آن کنایه ای از ظاهر ماهی است که دارای لکه های سیاه و بزرگی است که اطراف چشم ها را در بر می گیرد که یادآور خرس پاندا است. نام های رایج این ماهی کوریدوراس پاندا، گربه‌ماهی پاندا و کوری پاندا است.

## نگهداری در آکواریوم
کوریدوراس پاندا در مقایسه با بسیاری از گونه‌های محبوب ماهی‌های گرمسیری به دلیل زیستگاه طبیعی، آب‌هایی خنک‌تر از آب‌های معمولی را ترجیح می‌دهد. دمای مطلوب برای این گونه ۲۰ تا ۲۵ درجه سانتیگراد میباشد.  با توجه به تمیزی آب‌های محل زندگی اصلی ماهی، توجه دقیق به کیفیت آب در آکواریوم برای این ماهی بسیار مهم‌تر از گونه‌های اهلی‌تر کوریدوراس ها است. علاوه بر این، توجه دقیق به تمیزی بستر آکواریوم ضروری است، در غیر اینصورت ماهی مستعد استرس و بیماری می‌شود. با وجود این، این گونه به دلیل شکل ظاهری، و رفتار پر جنب و جوش و سرزنده آن در یک محیط آکواریومی در بین آکواریوم ها محبوبیت زیادی دارد.

## همچنین ببینید
- لیست گونه های ماهی آکواریومی آب شیرین

## مراجع
1. ↑  Hidalgo del Aguila, M.; Velasquez, M.; Chocano, L. (2016). "Corydoras panda". IUCN Red List of Threatened Species. IUCN. 2016: e.T49830400A53818288. doi:10.2305/IUCN.UK.2016-1.RLTS.T49830400A53818288.en. Retrieved 20 November 2021.
2. ↑  Dias, Angelica C; Tencatt, Luiz F C; Roxo, Fabio F; Silva, Gabriel de Souza da Costa; Santos, Sérgio A; Britto, Marcelo R; Taylor, Martin I; Oliveira, Claudio (11 June 2024). "Phylogenomic analyses in the complex Neotropical subfamily Corydoradinae (Siluriformes: Callichthyidae) with a new classification based on morphological and molecular data". Zoological Journal of the Linnean Society. doi:10.1093/zoolinnean/zlae053. Retrieved 28 June 2024.
3. ↑  "Corydoras panda summary page". FishBase (به انگلیسی). Retrieved 2019-01-07.

## در ادامه مطلب
- Lambourne, Derek: Corydoras Catfish – An Aquarist's Handbook (Blandford Press, 128pp.,شابک ‎۰−۷۱۳۷−۲۳۶۷-X )